# Episema gozmanyi
Episema gozmanyi är en fjärilsart som beskrevs av Ronkay och Hermann Hacker 1985. Episema gozmanyi ingår i släktet Episema och familjen nattflyn. Inga underarter finns listade i Catalogue of Life.